# Jabaquara Atlético Clube
Il Jabaquara Atlético Clube, noto anche semplicemente come Jabaquara, è una società calcistica brasiliana con sede nella città di Santos, nello stato di San Paolo.

## Storia
Il Jabaquara Atlético Clube venne fondato il 15 novembre 1914 da alcuni immigrati spagnoli come Hespanha Foot Ball Club. Il club ha giocato la sua prima partita contro il Clube Afonso XIII, che era un altro club fondato da immigrati spagnoli. La partita si concluse con un pareggio di 1-1. Il club fu costretto dal governo brasiliano a cambiare nome in Jabaquara Atlético Clube durante la seconda guerra mondiale. Il cambio del nome avvenne il 7 novembre 1942.
Il Jabaquara chiuse il reparto di calcio nel 2001, poi riaprendolo l'anno successivo. Il Jabaquara ha vinto il Campeonato Paulista Série A3 nel 1993 e il Campeonato Paulista Série B3 nel 2002.

## Palmarès

### Competizioni statali
- Campeonato Paulista Série A3: 1

1993
- Campeonato Paulista Série B3: 1

2002